# Petri Kontiola
Petri Kontiola (Seinäjoki, 4 ottobre 1984) è un hockeista su ghiaccio finlandese, di ruolo centro. Dalla stagione 2014-2015 gioca in KHL con la maglia del Lokomotiv Jaroslavl'.